# Rolltitel
Der Abspann eines Filmes oder einer Fernsehsendung wird im Allgemeinen als Rolltitel hergestellt. Der Name kommt von einer früheren Produktionsweise. Dabei wurden mit den Titeln beschriebene oder bedruckte Papier- oder Plastik-Bahnen von Hand oder per Motor ab- und aufgerollt und am Kameraobjektiv vorbeigeführt. So entsteht der Eindruck, die Schrift wandere von unten nach oben durchs Bild.
Im Gegensatz zum Kriechtitel läuft der Rolltitel nicht horizontal durchs Bild (meist im unteren Bildteil), sondern vertikal und bildfüllend. Wo dies nicht gewünscht ist, wird für den Abspann manchmal stattdessen der Kriechtitel verwendet, der den Blick auf das Hintergrundbild weniger stört.
Heute wird der Rolltitel elektronisch entweder am Schriftgenerator oder direkt in der Videoschnittsoftware erstellt.